# Acélmagnóliák (film, 1989)
Az Acélmagnóliák (eredeti cím: Steel Magnolias)  1989-ben bemutatott  amerikai romantikus film, amelyet Herbert Ross rendezett, Robert Harling azonos című színdarabja alapján. A főbb szerepekben Sally Field, Dolly Parton, Shirley MacLaine, Daryl Hannah, Olympia Dukakis és Julia Roberts látható.

## Cselekmény
A film hat, egymástól eltérő társadalmi helyzetű, de mégis szoros barátságban lévő nő életét meséli el.

## Szereplők
| Szerep                    | Színész           | Magyar hang       |
| ------------------------- | ----------------- | ----------------- |
| M'Lynn Eatenton           | Sally Field       | Kovács Nóra       |
| Truvy Jones               | Dolly Parton      | Hernádi Judit     |
| Ouiser Boudreaux          | Shirley MacLaine  | Földi Teri        |
| Annelle Dupuy Desoto      | Daryl Hannah      | Orosz Helga       |
| Clairee Belcher           | Olympia Dukakis   | Hacser Józsa      |
| Shelby Eatenton Latcherie | Julia Roberts     | Tóth Enikő        |
| Drum Eatenton             | Tom Skerritt      | Szombathy Gyula   |
| Spud Jones                | Sam Shepard       | Fülöp Zsigmond    |
| Jackson Latcherie         | Dylan McDermott   | Haás Vander Péter |
| Sammy DeSoto              | Kevin J. O’Connor | Józsa Imre        |
| Owen Jenkins              | Bill McCutcheon   | Makay Sándor      |
| Fern Thornton             | Ann Wedgeworth    | Zsolnai Júlia     |
| Belle Marmillion          | Bibi Besch        | Bessenyei Emma    |
| Nancy Beth Marmillion     | Janine Turner     |                   |

## Fogadtatás
Az amerikai filmkritikusok véleményét összegző Rotten Tomatoes 21 vélemény alapján 67%-ra értékelte. Ugyanott a nézők 89%-ra értékelték.

## Kapcsolódó szócikk
- Acélmagnóliák (2012)